# Matilde Revuelta Tubino
Matilde Revuelta Tubino (Villadiego, 1922-Toledo, 2004), toledana de adopción, realizó cuarenta y cinco años de servicio y defensa del Patrimonio Histórico de la provincia de Toledo, veintinueve de ellos desde la dirección del Museo de Santa Cruz.

## Trayectoria
Hija de un médico rural, tuvo que abandonar su casa de nacimiento en busca de una vida mejor. Cursó los estudios de Bachillerato en Burgos y realizó la carrera de Historia en Valladolid y Madrid. Se licenció en 1944. 
Esperando a las oposiciones al Cuerpo de Archiveros, Bibliotecarios y Arqueólogos, trabajó como maestra e ingresará en el magisterio en León. Sin embargo, nunca olvidó su deseo de formar parte del cuerpo ya mencionado por lo que pidió la excedencia para poder preparar mejor sus estudios. 
Consiguió aprobar la oposición en 1954, siendo su primer destino el Museo Arqueológico de León. También tuvo que realizar otras funciones en la biblioteca pública, en el centro coordinador de bibliotecas, en la biblioteca de la facultad de veterinaria y en el archivo de delegación de Hacienda. Más tarde en su carrera se vio obligada a pedir la vacante en el Museo Arqueológico de Toledo por motivos familiares. Le fue concedido el puesto de directora en el año 1957 y allí permaneció hasta 1987, año en el que se jubiló. Durante su estadía en la ciudad realizó numerosos trabajos entre los que se encuentran la creación de una red de museos filiales en Toledo y provincia (un caso único en España), participación como vocal en la Comisión de Patrimonio Histórico de Toledo y en el desaparecido Patronato Nacional de Museos, como académica en las reales instituciones de San Fernando[¿cuál?] y la Academia de Bellas Artes y Ciencias Históricas de Toledo, dirección del inventario artístico de Toledo, etc.
Matilde Revuelta Tubino murió de muerte natural en el 2004, con 82 años.

## Reconocimientos y distinciones
En 1969 le fue concedida la medalla de bronce al mérito turístico.

## Publicaciones destacadas
Escribió diversos libros y artículos de temática museística entre los que se encuentran algunos títulos como:
- Museo arqueológico de Toledo, actividades diversas 1958-1961. Creación del Museo de Santa Cruz en Memorias de los Museos Arqueológicos Provinciales 1958-1961, vol. 19-22, Madrid 1963.
- Guía del Museo de Santa Cruz, Madrid, 1962-1966.
- Museo de Santa Cruz de Toledo, sección de Bellas Artes, 2 vol., Ciudad Real 1987.
- Museo Taller del Moro, Madrid, 1963-1979.
- Museo de los Concilios y de la Cultura Visigoda, Madrid, 1973-1979.
- Memorias del Museo de Santa Cruz de los años 1983-84-85-86.
- Palacio de Fuensalida en Toledo. Toledo, 1979.
- Inventario artístico en Toledo, 3 vol., Madrid, 1985.
- Un académico olvidado, Francisco María Tubino, los cien años de su muerte (1983-1988) en boletín de la Real Academia de Bellas Artes de San Fernando, nº 68. Madrid, 1989.